# Interval d'esborrat vertical
Interval d'esborrat vertical (o interval vertical) és el lapse de temps existent entre l'última línia d'un camp i la primera del següent. Dura 25 línies de cada camp. Durant aquest marge temporal no es subministren dades d'imatge per tal d'evitar que es vegi el rastre de retrocés del raig catòdic.
L'origen d'aquest lapse temporal radica en la necessitat de donar un marge a les bobines magnètiques, encarregades de deflectir verticalment els feixos d'electrons generats al canó, per superar el règim transitori degut a la inèrcia inductiva. Els sistemes de circuits dels tubs de raigs catòdics moderns no requereixen un interval d'esborrat tan llarg i els dispositius de pantalla plana no en necessiten en absolut. Tot i així s'ha de tenir en compte que quan els estàndards es van definir l'obsolescència dels circuits més antics limitava la velocitat de recuperació, i que mantenint aquest interval inalterat es permet l'ús continuat d'equips antics. L'esborrat d'un tub de raigs catòdics pot no ser perfecte degut a possibles errors de l'equip o per haver establert valors de brillantor massa alts. En aquests casos apareix una línia blanca que recorre la pantalla, des de la cantonada inferior dreta fins a la superior esquerra.

## Descripció de l'interval d'esborrat vertical en televisió analògica
L'interval d'esborrat vertical és format per la combinació de 2,5 línies de preigualació, 2,5 línies de sincronisme, 2,5 línies de postigualació i 17,5 línies en negre.
Notació: ISH: impuls de sincronisme horitzontal ISV: impuls de sincronisme vertical
- Impuls de preigualació: són 5 impulsos d'ultranegre que ajuden al receptor a distingir entre un impuls de sincronisme horitzontal i un de vertical. Aquests dos tipus de sincronismes es distingeixen mitjançant un condensador que emmagatzema energia segons la durada del pols. L'ISV té molta més durada que l'ISH, pel que el valor d'energia generada pel pols vertical és molt superior. Perquè el receptor prengui la decisió que realment el que li està arribant és un impuls de sincronisme vertical té prefixat un llindar, un valor de tensió, i quan arriba a ell genera tots els processos que produiran el canvi de camp. El problema és que si enviem un ISH i un ISV seguits el condensador parteix amb càrrega inicial, i per això triga menys temps a arribar al llindar prefixat produint impulsos no periòdics. La solució al problema passa per espaiar ISV per tal que la càrrega inicial del condensador sigui nul·la a ambdós camps, és a dir, introduir un tros de senyal en negre.

- Impuls de sincronisme: És qui realment informa que ha arribat la fi d'un camp. Durant dues línies i mitja se segueixen enviant els impulsos de preigualació, però ara invertits. Aquests impulsos s'envien a una cadència doble perquè els circuits de detecció de sincronisme de camp siguin iguals, tant pel parell com pel senar. L'impuls de sincronisme té quatre escletxes que fan la funció d'ISH perquè el receptor d'impulsos horitzontals segueixi sincronitzat durant les dues línies i mitja que dura; dues escletxes estan destinades al camp parell i les altres dues al senar.

- Impuls de postigualació: 5 impulsos d'ultranegre que proporcionen simetria a l'ISV. Sense aquests impulsos hauríem de posar en un camp el primer ISH immediatament després de rebre un ISV, mentre que a l'altre camp hauríem d'esperar mitja línia. En el primer cas, la càrrega del condensador que determina si es tracta d'un ISH o un ISV seguiria augmentant. Aquest problema es resol creant un impuls simètric.

- Línies en negre: 17'5 línies en negre per a esperar que el senyal dent de serra s'estabilitzi. Normalment s'acostuma a tractar conjuntament amb l'impuls de postigualació, parlant de 20 línies d'impulsos d'igualació posteriors. Aquestes línies s'aprofiten per enviar informació de teletext (línies 11 a 15), senyals de test (línies 16 a 19), codis temporals (vegeu Vertical Interval TimeCode, VITC), subtitulat ocult (closed caption) o mecanismes de protecció anticòpia (CGMS-A).

## Interval vertical en ordinadors i consoles
El moment en què no s'envien dades de vídeo és utilitzat pels sistemes gràfics dels ordinadors per realitzar diverses operacions de processament en temps real en el back buffer per després copiar les dades al front buffer, o simplement per marcar un temps de referència. L'ús dels polsos de sincronisme vertical com a marques temporals és molt usual, ja que aquests succeeixen amb molta precisió a una freqüència coneguda. Així, la majoria d'operacions gràfiques de les consoles de quarta generació només es poden dur a terme durant aquest interval.